# Matamala (Soria)
Matamala es un despoblado de la provincia de Soria, partido judicial de Soria ,  Comunidad Autónoma de Castilla y León, España. Es una granja de Tardajos de Duero, de la comarca de Soria perteneciente al municipio de Los Rábanos. No se debe confundir con Matamala de Almazán (también en Soria).

## Historia
En el censo de Pecheros de 1528, en el que no se contaban eclesiásticos, hidalgos y nobles, no aparece registrado.
Tras la caída del Antiguo Régimen la localidad se constituye en granja del municipio constitucional de Tardajos de Duero, conocido entonces como Tardajos y granjas (Blasconuño y Matamala) en la región de Castilla la Vieja, partido de Soria, que en el censo de 1842 contaba con 77 hogares y 310 vecinos.